# الحدود السلوفينية الكرواتية

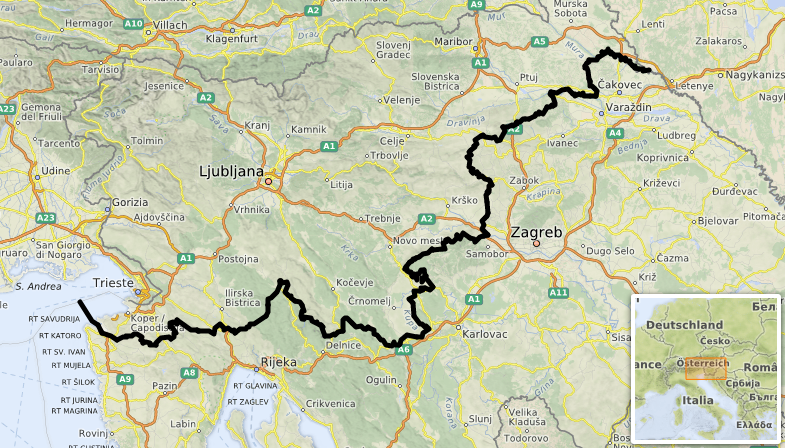
الحدود بين كرواتيا وسلوفينيا.

الحدود السلوفينية الكرواتية هي الحدود الفاصلة بين كرواتيا وسلوفينيا داخل الاتحاد الأوروبي.
حتى عام 2009، أدى التقاضي بشأن الحدود البحرية في البحر الأدرياتيكي إلى تقويض العلاقات بين البلدين. وقدمت سلوفينيا، العضو في الاتحاد الأوروبي، قرار التقاضي كشرط لانضمام كرواتيا إلى الاتحاد الأوروبي.

## الحدود البرية
تخضع الحدود لمراقبة مسؤولي الجمارك وجوازات السفر لأن الحدود هي حدود بين منطقة شنغن وبقية أوروبا، وسلوفينيا جزء من منطقة شنغن بينما كرواتيا ليست كذلك.